# 堅金斯科耶湖
50°55′41.3″N 85°33′55.7″E / 50.928139°N 85.565472°E
堅金斯科耶湖（俄语：Теньгинское），是俄羅斯的湖泊，位於該國南部，由阿爾泰共和國負責管轄，處於翁古代斯基區，長1.65公里、寬1.4公里，面積14.75平方公里，最大水深8米。